# Weißafrika

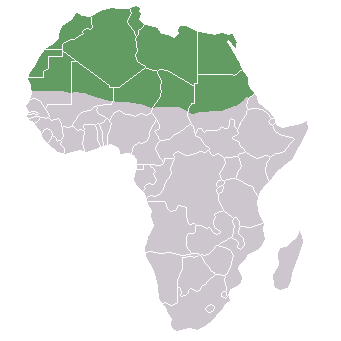
Nordafrika einschließlich Sahara

Weißafrika ist ein veraltetes Antonym zur veralteten Bezeichnung „Schwarzafrika“ für das Afrika südlich der Sahara. Es bezeichnet die Länder nördlich der Sahara, also Nordafrika bzw. die Maghrebstaaten und Ägypten, die von Völkern mit hellerer Hautfarbe, wie den Arabern und Berbern, bewohnt werden. Nicht gemeint sind somit europäische Siedler und deren Nachkommen, etwa die Buren im südlichen Afrika, die veraltet auch Weißafrikaner genannt wurden.
Der Begriff wurde von Dominik Josef Wölfel geprägt und ab 1941 auch von dem Rassentheoretiker Eugen Fischer verbreitet.